# Sociologický ústav ČSAV

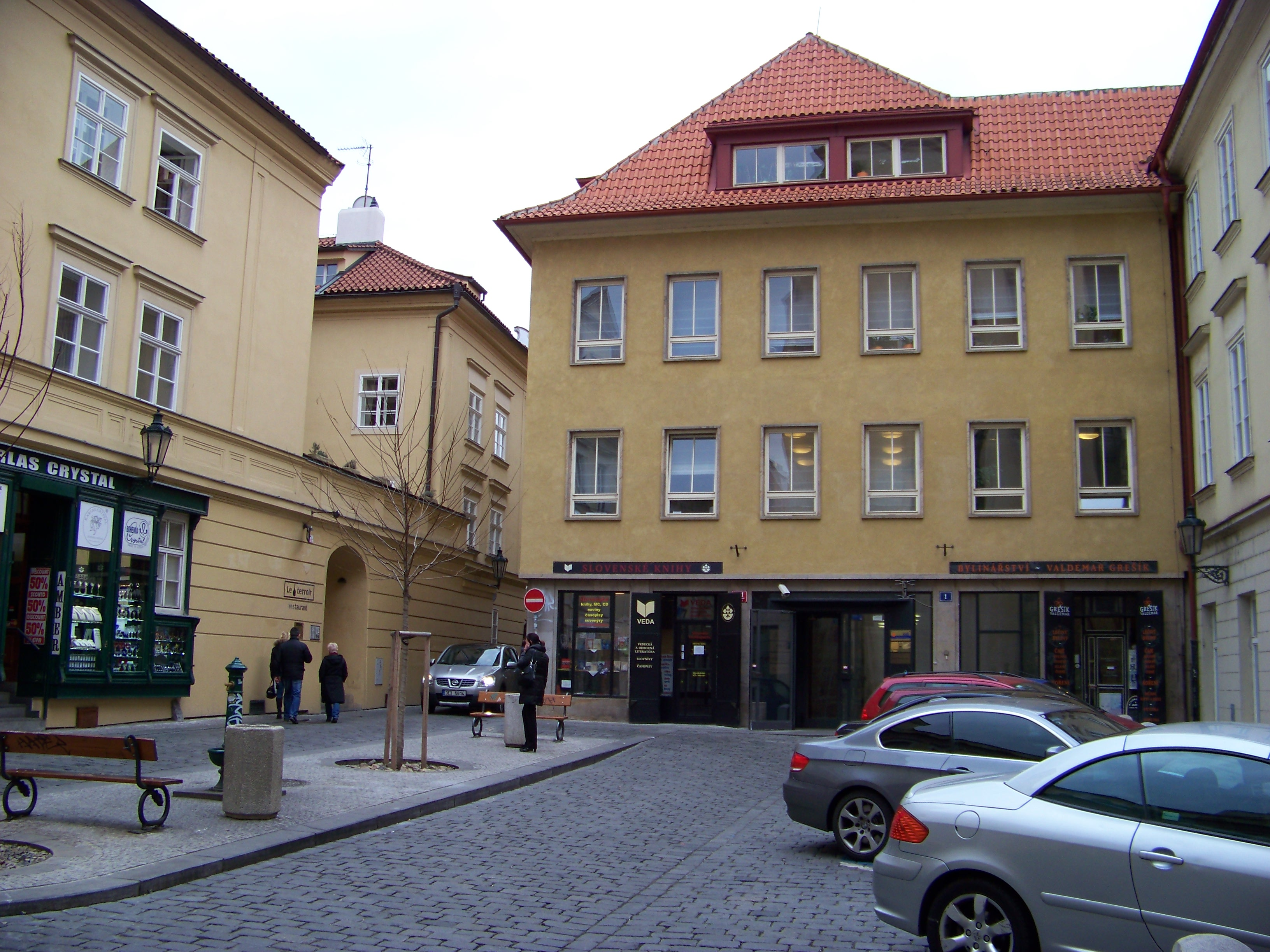
Jilská 1, Sitz des Instituts in der Prager Altstadt (ab 1967)

Für die Entwicklung der Soziologie in der Tschechoslowakei in den 1960er Jahren war die Gründung des Sociologický ústav ČSAV (SÚ ČSAV, Soziologisches Institut der Tschechoslowakischen Akademie der Wissenschaften) am 1. Januar 1965 von enormer Bedeutung, wenngleich das Institut aufgrund der politischen Situation nur kurze Zeit existierte. Nach der Zerschlagung des Prager Frühlings wurde das Institut 1970 aufgelöst.

## Geschichte
Zum Direktor des neuen Instituts wurde Miloš Kaláb ernannt (er blieb es bis zur Auflösung des Instituts 1970), sein Stellvertreter war Zdeněk Strmiska. 1967/1968 waren am Institut um 90 Personen beschäftigt und es verfügte über fünf Abteilungen:
- allgemeine soziologische Theorie (Leitung Miroslav Jodl, ferner Lubomír Brokl)
- soziologische Methodologie (Leitung Václav Lamser)
- Soziologie der Arbeitsgruppen (Leitung Dragoslav Slejška, weitere Mitarbeiter waren u. a. Rudolf Battěk)
- Soziologie der Freizeit (Leitung Blanka Filipcová, ferner Blanka Vaváková u. a.)
- Theorie und Soziologie der Religionen (Leitung Erika Kadlecová)

später kam noch die Abteilung für komparative Soziologie.
Die Mehrzahl der Mitarbeiter des Instituts beteiligte sich 1967/1968 sehr intensiv an der Reformbewegung und Vorbereitung sowie Durchführung des Prager Frühlings. Am 28. August 1968 fand eine Versammlung der Mitarbeiter (allesamt Mitglieder der KPTsch) statt, auf der die ausdrückliche Verurteilung der Intervention des Warschauer Pakts in die Tschechoslowakei verabschiedet wurde. Die Leitung der Tschechoslowakischen Akademie der Wissenschaften musste beschließen, das Institut aufzulösen. Dies geschah zu Beginn des Jahres 1970, als das Institut mit anderen Abteilungen der Akademie zusammengelegt wurde und das Institut Ústav pro filosofii a sociologii ČSAV (ÚFS ČSAV; Institut für Philosophie und Soziologie der Tschechoslowakischen Akademie der Wissenschaften) gegründet wurde. Gleichzeitig musste fast die Hälfte der derzeitigen Mitarbeiter des Instituts für Soziologie das Institut verlassen. Erst 1990 wurde die soziologische Abteilung aus dem Ústav pro filosofii a sociologii ČSAV ausgegliedert und das Sociologický ústav ČSAV erneuert. Nachdem die Tschechoslowakei 1993 in die Tschechische Republik und die Slowakische Republik zerfiel, wurde das Institut umbenannt und es entstand das Sociologický ústav AV ČR (SOÚ AV ČR, Soziologisches Institut der Akademie der Wissenschaften der Tschechischen Republik).